# Лебединське (селище)
Лебе́динське (колишні назви Радгосп, Вербівка, Першотравневе) — селище в Україні, в Бердичівському районі Житомирської області. Населення становить 176 осіб.

## Географія
У селищі бере початок річка Мурованка, ліва притока Роставиці.

## Історія
Селище відоме з 1926 року як господарство, філія радгоспу Радзівілівське. 1941 року згадане як Держгосп. З 7 червня 1946 року радянська влада змінила назву хутора Радгосп на Вербівка. З 8 квітня 1963 року мало назву Першотравневе.
19 вересня 2024 року Верховна Рада підтримала перейменування селища Першотравневе на Лебединське. 26 вересня 2024 року перейменування набуло чинності.

## Населення

### Мова
Розподіл населення за рідною мовою за даними перепису 2001 року:
| Мова       | Кількість | Відсоток |
| ---------- | --------- | -------- |
| українська | 174       | 98.86%   |
| російська  | 2         | 1.14%    |
| Усього     | 176       | 100%     |